# Tipula (Trichotipula) kennedyana
Tipula (Trichotipula) kennedyana is een tweevleugelige uit de familie langpootmuggen (Tipulidae). De soort komt voor in het Nearctisch gebied.